# Michael Netzer

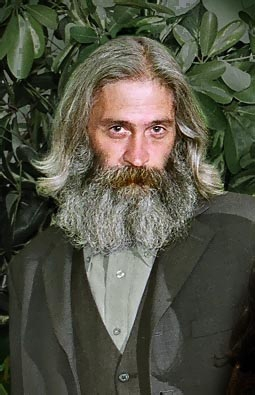
Michael Netzer, 2006

Michael Netzer (* 9. Oktober 1955 in Detroit), eigentlich Michael Nasser, ist ein US-amerikanischer Comiczeichner.

## Leben und Arbeit
Michael Netzer wurde 1955 in Detroit unter dem Namen Michael Nasser als Sohn libanesischstämmiger Einwanderer geboren. Aufgrund einer schweren Polioerkrankung, die er sich im Alter von acht Monaten zuzog, verbrachte er sein drittes bis elftes Lebensjahr in der libanesischen Heimatstadt seines Vaters, Dayr Qūbil. Obwohl die Krankheit seine linke Hüfte und sein linkes Bein teilweise gelähmt zurückließ, konnte Netzer sie weitgehend auskurieren. Nach seiner Rückkehr in die USA besuchte er in Detroit zunächst die Schule. Anschließend studierte Netzer bis 1975 an der Wayne State University in Michigan Illustration und graphische Kunst. Nach seinem Abschluss zog der Künstler nach New York um.
In den 1970er Jahren begann Netzer, zum Teil auf Vermittlung von Neal Adams, den er bei einer Comic Convention in Michigan kennenlernte, als hauptberuflicher Comiczeichner zu arbeiten. Seine erste Arbeit Dracula Lives #72 veröffentlichte der Künstler 1976. In den folgenden Jahren gestaltete Netzer für die Verlage DC Comics und Marvel Comics über Figuren und Serien wie Batman, Wonder Woman, Kobra, Superboy & Legion of Super Heroes, Green Arrow & Black Canary, Supergirl, Martian Manhunter und Black Lightning (DC) beziehungsweise Spider-Man (Marvel).
1977 vollzog Netzer einen drastischen Wandel in seinem Leben, als er nach der Entdeckung einer persönlichen Form von Spiritualität New York verließ. Er reiste per Anhalter durch die USA und landete schließlich in San Francisco. Seine neuentdeckte Philosophie – ein komplexes, teilweise esoterisches, Amalgam aus sozio-politischen Postulaten, Reflexionen über das Sonnensystem und dem Aufruf zur tätigen Mitwirkung an der Verwirklichung des Ideals eines dauerhaften Weltfriedens – stellte Netzer erstmals in der Geschichte The Old, New and Final Testaments vor. Die Erzählung erschien im März 1978 in dem Magazin Star*Reach #12 von Mike Friedrich. Auf Deutsch veröffentlichte der Volksverlag Das Alte Testament / Das Neue Testament / Das Letzte Testament im Jahr 1980 als Teil der Comic-Anthologie Fantasie Comics #1. Die folgenden Jahre verbrachte Netzer damit, die Vereinigten Staaten zu durchreisen und parallel zu seinen zeichnerischen Arbeiten die Idee zu propagieren, eine „neue politische Hierarchie“ durch das Medium Comic zu etablieren. Zahlreiche Künstler und Redakteure, die mit Netzer in dieser Zeit zusammenarbeiteten, hoben in diesem Zusammenhang sein messianisches, an Realitätsverlust und Manie grenzendes Verhalten und Gebaren hervor.
Im September 1981 besuchte Netzer seinen Vater im Libanon und plante anschließend nach Israel weiter zu reisen, um seinen persönlichen Glauben zu vertiefen. Dabei geriet Netzer in den Libanonkrieg 1982. Er entkam dem Kriegsgeschehen schließlich im August 1983 durch eine waghalsige Taxifahrt durch die militärischen Sperrgürtel bis an die israelische Grenze. Nach dem Studium der hebräischen Sprache in mehreren Kibbuzim konvertiere der Künstler zum Judentum und ließ sich im Westjordanland in der Siedlung Ofra nieder. In Ofra lernte Netzer seine zweite Frau Elana Joseph kennen, mit der er fünf Kinder hat, und änderte seinen Nachnamen in Netzer. Gemeinsam mit Jonathan Duitch und Yossi Halpern schuf Netzer 1987 schließlich den ersten israelischen Superheldencomic Uri-On (hebräisch „אורי-און“), der den Auftakt zur „Wiederentdeckung“ des Mediums Comic im Israel der 1980er Jahre bildete.
Zwischen Oktober 1987 und Mai 1992 erschienen bei Continuity neun Hefte der Reihe Ms. Mystic, die er gemeinsam mit Neal Adams kreierte. 1991 kehrte Netzer nach New York zurück, um für Neal Adams Atelier Continuity Studios zu arbeiten, bis beide sich aufgrund der Rechte an der Figur der Ms. Mystic zerstritten. Die Auseinandersetzung mündete 1993 in einem Rechtsstreit vor dem New Yorker Bundesgericht, der 1995 ergebnislos eingestellt wurde. Für DC Comics betreute Netzer in den frühen 1990er Jahren erneut zahlreiche Projekte: So zeichnete er einige von Chuck Dixon verfasste Ausgaben der Serie Detective Comics (#654–655 und 657–658), gestaltete den One Shot Armageddon: The Alien Agenda #2, Denny O’Neils Comicroman Batman/Green Arrow: The Poison Tomorrow und die Miniserie The Huntress. Nachdem er mit Neil Gaiman an dem Comic Lady Justice für den Verlag Tekno Comics vorgelegt hatte, kehrte Netzer 1993 nach Israel zurück, wo er bis heute lebt. In dieser Zeit begann Netzer ebenfalls mit Computern als möglichen Ersatz für herkömmliche Zeichentechniken zu experimentieren. Im Januar 2000 gründete er gemeinsam mit Sofia Fedorov das Studio „Netzart Fedorov Media“, das sich auf multimediale Online-Produktionen spezialisiert. Netzer unterhält eine Vielzahl von Internetseiten, auf denen er seine persönlichen Auffassungen zu Philosophie, Religion, der gesellschaftlichen Relevanz des Mediums Comic und der Notwendigkeit politischer Einflussnahme von künstlerisch tätigen Personen darstellt. Im Jahr 2010 kehrte der Comiczeichner nach einer längeren Pause zu US-amerikanischen Comics zurück, etwa mit Beiträgen zu Green Hornet von Kevin Smith oder The Adventures of Unemployed Man.